# La Source des dieux
 (novembre 2022).
Si vous disposez d'ouvrages ou d'articles de référence ou si vous connaissez des sites web de qualité traitant du thème abordé ici, merci de compléter l'article en donnant les références utiles à sa vérifiabilité et en les liant à la section « Notes et références ».
La Source des dieux est la dixième histoire de la série Johan et Pirlouit de Peyo. Elle est publiée pour la première fois du no 951 au no 971 du journal Spirou, puis est publiée sous forme d'album en 1957. Il s'agit de la suite de l'album Le Serment des Vikings.

## Résumé
Lors d'une violente tempête, Johan et Pirlouit sont éjectés du drakkar qui les ramenait dans leur pays. Ils échouent sur une plage et sont recueillis par les habitants d'un village situé non loin de la mer. Rapidement, ils remarquent que ces gens sont asservis et réduits en esclavage par une brute sans scrupules, Gracauchon, et ses hommes de main. Les anciens de ce pauvre peuple racontent que jadis une sorcière a jeté un sort sur eux, les rendant — de naissance — faibles et fatigués, d'où leur surnom de « mollassons ». Cet état — héréditaire — les empêche de se révolter contre le tyran qui en profite et les exploite honteusement.
Le seul moyen de conjurer leur mauvais sort et de recouvrer leurs forces d'antan serait de boire de l'eau de la Source des Dieux. Mais celle-ci est loin, difficile d'accès et donc hors de portée des mollassons. Johan et Pirlouit se chargent alors de la mission de leur en rapporter. Et ce ne sera pas chose facile : la source se trouve en amont de la rivière qui se jette dans la mer non loin du village. Mais pour y parvenir, il faut marcher longuement dans des contrées sauvages, rencontrer de nombreux confluents et choisir le bon affluent, affronter un géant agressif interdisant tout passage. Au cours du combat qu'il va mener, ce dernier se donnera involontairement un coup de massue, qui le rendra tout doux, permettant ainsi aux deux héros de poursuivre leur chemin.
Une fois parvenus au fond de la grotte d'où jaillit la source, il restera ensuite à convaincre le gardien de la source, un vieillard intransigeant, escorté d'une escouade de serpents, de leur laisser puiser — malgré l'interdiction divine — un peu de la précieuse eau. Ce sera fait grâce à un émouvant plaidoyer de Pirlouit. Pour finir, ils auront encore, sur la route de leur retour à éviter et à semer deux hommes de Gracauchon qui étaient partis à leur recherche depuis le village, le tyran ayant été prévenu de l'expédition salvifique par un des mollassons, traître aux siens.
Revenus au village quelques jours plus tard, et sans plus d'encombre, emportant une outre de l'eau de la Source, Johan et Pirlouit en distribuent une gorgée à chacun des villageois. Tous retrouvent les forces qui leur manquaient, et qui vont leur permettre d'affronter victorieusement la troupe de Gracauchon, venue du château pour en découdre avec ses anciens serfs, devenus libres.
En dénouement de l'aventure, les rôles sont alors inversés : Gracauchon et sa bande se trouvent désormais contraints de travailler au profit du village, connaissant alors le dur sort de damnés de la terre qu'ils avaient fait subir aux villageois. Mais au moins, et à la différence de ces derniers, les anciens bourreaux n'auront pas été privés de leurs forces par un sort maléfique.

## Personnages
- Johan
- Pirlouit
- Gracauchon
- Joseph Thorkell (le vieux Thorkell, le sage du village)
- Madame Thorkell ("mère Thorkell", femme du sage)

## Développement
- Gracauchon est avant tout un chef de bande, à la tête d'une troupe d'hommes sans la moindre tenue morale. S'étant aperçu de l'état de faiblesse des molassons, il leur fait bâtir un château pour lui et ses hommes, s'érigeant en un seigneur local et faisant travailler les villageois à son profit jusqu'à épuisement, ne leur laissant que le minimum pour ne pas les laisser mourir de faim.
- Au contraire de celui du village, aucune présence familiale (femmes, enfants…) n'est décelable dans l'environnement de Gracauchon, ni au château. En tant qu'autres êtres vivants, seuls sont visibles le chien du tyran, et les chevaux de la troupe.
- Gracauchon impose son despotisme impitoyable tout autant au village des molassons qu'à sa troupe, qui le craint fortement.
- La source se trouve au fond d'une grotte dont l'accès est difficile (boyaux étroits, rochers escarpés et humides…) ; mais elle se découvre finalement dans un cadre presque magique : il y fait clair comme en plein jour, et de la végétation y pousse, au milieu des stalagtites et des stalagmites.
- Le procédé des forces recouvrées (et presque décuplées) par les molassons par le biais d'un breuvage (de l'eau pure) correspond en partie au principe de la potion magique appliqué ultérieurement par René Goscinny.
- Les nouvelles forces sont physiques, mais elles ont leur pendant dans le domaine de la sensualité, comme le montre subtilement la vigueur de jeune marié, retrouvée par le vieux Thorkell[2].

## Publication

### Adaptation
Cet album a été adapté dans la série animée Johan et Pirlouit apparue dans la série animée Les Schtroumpfs, diffusé pour la première fois en 1982 où les schtroumpfs apparaissent dans l'épisode La fontaine magique mais les vikings ne sont pas apparus dans cet épisode.

### Cinéma
Cet album est mentionné à 2 reprises dans le film de Claude Chabrol "La Femme infidèle" sorti en 1969. C'est en effet le livre favori de Michel âgé de 10 ans, fils de Charles Desvallées et d'Hélène Desvallées, interprétés par Michel Bouquet et Stéphane Audran.